# Ari Ólafsson
Ari Ólafsson (isländskt uttal: [ˈaːrɪ ˈouːlafsɔn]), född 21 maj 1998, är en isländsk sångare som representerade Island i Eurovision Song Contest 2018 i Lissabon.